# Kepatihan (Kaliwates)
Kepatihan is een bestuurslaag in het regentschap Jember van de provincie Oost-Java, Indonesië. Kepatihan telt 16.189 inwoners (volkstelling 2010).